# Baal: Book of Angels Volume 15

Baal: Book of Angels Volume 15 est un album de John Zorn joué par le quartet de Ben Goldberg, sorti en 2010 sur le label Tzadik. Les compositions et les arrangements sont de John Zorn.

## Titres
| 1.    | Chachmiel | 7:21 |
| 2.    | Asimor    | 4:27 |
| 3.    | Irin      | 4:32 |
| 4.    | Pharzuph  | 7:18 |
| 5.    | Lahash    | 2:52 |
| 6.    | Reqel     | 7:17 |
| 7.    | 'ifafi    | 5:09 |
| 8.    | Uzza      | 3:10 |
| 9.    | Poteh     | 5:56 |
| 48:02 |           |      |

## Personnel
- Greg Cohen - basse
- Ben Goldber - clarinette
- Jamie Saft - piano
- Kenny Wollesen - batterie